# Démographie de l'Autriche
La démographie de l'Autriche est l'ensemble des données et études concernant la population de l'Autriche. La population autrichienne est en 2018, de 8 793 370 habitants, soit 217 109 de plus qu'en 2015. Cette croissance démographique est principalement due à l'immigration, le taux d'accroissement naturel étant nul.

## Évolution de la population

### Avant 1900
| Date      | Habitants |
| --------- | --------- |
| vers 1527 | 1 500 000 |
| vers 1600 | 1 800 000 |
| vers 1700 | 2 100 000 |
| 1754      | 2 728 000 |
| 1780      | 2 970 000 |
| 1790      | 3 046 000 |
| 1800      | 3 064 000 |
| 1810      | 3 054 000 |
| 1821      | 3 202 000 |
| 1830      | 3 476 500 |
| 1840      | 3 649 700 |
| 1850      | 3 879 700 |
| 1857      | 4 075 500 |
| 1870      | 4 520 000 |
| 1880      | 4 941 000 |
| 1890      | 5 394 000 |
| 1900      | 5 973 000 |

### De 1900 à 1955
Source : Statistik Austria.
| Année | Population (x 1000) | Naissances | Nombre de décès | Accroissement naturel | Natalité (pour 1000) | Mortalité (pour 1000) | Accroissement naturel (pour 1000) | Fertilité | Mortalité infantile (pour 1 000 naissances) |
| ----- | ------------------- | ---------- | --------------- | --------------------- | -------------------- | --------------------- | --------------------------------- | --------- | ------------------------------------------- |
| 1900  | +5 973,             | +187 094,  | +138 509,       | +48 585,              | 31,3                 | 23,2                  | 8,1                               |           |                                             |
| 1905  | +6 292,             | +181 685,  | +142 673,       | +39 012,              | 28,9                 | 22,7                  | 6,2                               |           |                                             |
| 1910  | +6 614,             | +176 588,  | +127 243,       | +49 345,              | 26,7                 | 19,2                  | 7,5                               |           |                                             |
| 1915  | +6 690,             | +125 680,  | +144 259,       | −18 579,              | 18,8                 | 21,6                  | -2,8                              |           |                                             |
| 1920  | +6 455,             | +146 644,  | +122 775,       | +23 869,              | 22,7                 | 19,0                  | 3,7                               |           |                                             |
| 1925  | +6 582,             | +135 841,  | +94 988,        | +40 853,              | 20,6                 | 14,4                  | 6,2                               |           |                                             |
| 1930  | +6 684,             | +112 330,  | +90 315,        | +22 015,              | 16,8                 | 13,5                  | 3,3                               |           |                                             |
| 1935  | +6 761,             | +88 689,   | +92 524,        | −3 835,               | 13,1                 | 13,7                  | -0,6                              |           |                                             |
| 1940  | +6 705,             | +145 926,  | +99 475,        | +46 451,              | 21,8                 | 14,8                  | 6,9                               |           |                                             |
| 1945  | +6 793,             | +101 369,  | +173 767,       | −72 398,              | 14,9                 | 25,6                  | -10,7                             |           |                                             |
| 1950  | +6 935,             | +107 854,  | +85 710,        | +22 144,              | 15,6                 | 12,4                  | 3,2                               | 2,09      | 66,1                                        |
| 1955  | +6 947,             | +108 575,  | +84 995,        | +23 580,              | 15,6                 | 12,2                  | 3,4                               | 2,29      | 45,6                                        |

### De 1960 à 2015
| Année | Population (au 1er janvier) | Naissances | Taux de natalité (‰) | Taux de fécondité (enfants par femme) | Décès  | Taux de mortalité (‰) | Taux de variation naturelle (‰) | Solde migratoire | Croissance démographique (‰) |
| ----- | --------------------------- | ---------- | -------------------- | ------------------------------------- | ------ | --------------------- | ------------------------------- | ---------------- | ---------------------------- |
| 1960  | 7 030 385                   | 125 945    | 17,9                 |                                       | 89 603 | 12,7                  | 5,2                             | - 2 034          | 4,9                          |
| 1965  | 7 247 804                   | 129 924    | 17,9                 |                                       | 94 273 | 13,0                  | 4,9                             | 10 518           | 6,3                          |
| 1970  | 7 455 142                   | 112 301    | 15,0                 |                                       | 98 819 | 13,2                  | 1,8                             | 10 406           | 3,2                          |
| 1975  | 7 592 316                   | 93 757     | 12,4                 |                                       | 96 041 | 12,7                  | - 0,3                           | - 24 543         | - 3,5                        |
| 1980  | 7 545 539                   | 90 872     | 12,0                 |                                       | 92 442 | 12,2                  | - 0,2                           | 9 357            | 1,0                          |
| 1985  | 7 563 233                   | 87 440     | 11,6                 |                                       | 89 578 | 11,8                  | - 0,3                           | 5 641            | 0,5                          |
| 1990  | 7 644 818                   | 90 454     | 11,8                 | 1,46                                  | 82 952 | 10,8                  | 1,0                             | 58 562           | 8,6                          |
| 1995  | 7 943 489                   | 88 669     | 11,2                 | 1,42                                  | 81 171 | 10,2                  | 0,9                             | 2 080            | 1,2                          |
| 2000  | 8 002 186                   | 78 268     | 9,8                  | 1,36                                  | 76 780 | 9,6                   | 0,2                             | 17 272           | 2,3                          |
| 2005  | 8 201 359                   | 78 190     | 9,5                  | 1,41                                  | 75 189 | 9,1                   | 0,4                             | 49 938           | 6,4                          |
| 2010  | 8 351 643                   | 78 742     | 9,4                  | 1,44                                  | 77 199 | 9,2                   | 0,2                             | 21 978           | 2,8                          |
| 2015  | 8 576 261                   | 84 381     | 9,8                  | 1,49                                  | 83 073 | 9,6                   | 0,2                             | 112 507          | 13,2                         |

Ces dernières décennies, l'Autriche se caractérise par une succession de périodes de forte croissance démographique, alternant avec des périodes de fort basse croissance, voire de diminution. Le début du XXIe siècle semble être une période de croissance accélérée, du moins depuis 2003. Au milieu des années 1990 en effet, l'accroissement moyen annuel ne dépassait guère 10 000 habitants, et lors de la vague démographique précédente (en 1989-1993), le taux s'était élevé à 0,9 %. Lors de cette période de cinq ans (89-93), après quinze ans de stagnation, la population avait augmenté de 334 400 habitants, et était passée de 7 594 300 à 7 928 700.
Comme tous ses voisins, le pays fait en réalité partie du groupe de pays d'Europe centro-méridionale à taux de fécondité très bas, et le taux net de reproduction est de 0,68 %. L'excédent des naissances est très faible (de -1000 à + 5 000 personnes ces dernières années) et entièrement dû aux naissances étrangères. La totalité de l'accroissement de la population constaté est donc due à l'immigration, sans laquelle la population diminuerait chaque année. Sur 78 000 naissances en 2005, 9 167 étaient de nationalité étrangère, et bien plus encore en comptant les naissances liées à des parents étrangers et immigrés naturalisés. Le flux d'immigration nette a dépassé 50 000 personnes en 2004 comme en 2005, soit proportionnellement près de trois fois plus qu'en France.
Le niveau des acquisitions de la nationalité autrichienne est élevé, surtout chez les jeunes et a atteint près de 35 000 étrangers en 2005, après des années 2003 et 2004 records (44 694 et 41 645).
| Pour des raisons techniques, il est temporairement impossible d'afficher le graphique qui aurait dû être présenté ici. |
| Source Eurostat |

### Projection démographique
L'évolution probable de la taille et de la structure de la population fait l'objet d'une projection tenant compte des tendances actuelles de l'évolution de la population avec comme année de référence 2015 :
| Année | Population (au 1er janvier) - Projection de référence |
| ----- | ----------------------------------------------------- |
| 2020  | 9 005 487                                             |
| 2030  | 9 675 572                                             |
| 2040  | 10 087 623                                            |
| 2050  | 10 247 691                                            |
| 2060  | 10 230 993                                            |
| 2070  | 10 171 555                                            |
| 2080  | 10 072 112                                            |

### Statistiques depuis 1960
| Pour des raisons techniques, il est temporairement impossible d'afficher le graphique qui aurait dû être présenté ici. |
| Source Eurostat |

| Pour des raisons techniques, il est temporairement impossible d'afficher le graphique qui aurait dû être présenté ici. |
| Source Eurostat |

Les naissances de mères de nationalités étrangères en Autriche ont fortement augmenté. Ainsi , selon les statistiques Autrichiennes, la part des naissances de mère de nationalité étrangère est passé de 3,2 % en 1970 à 20 % en 2015. Cette statistique ne permet que partiellement de démontrer le poids de l'immigration dans les naissances en Autriche car les femmes immigrées naturalisées Autrichiennes sont logiquement comptabilisées dans les naissances de mères de nationalité Autrichienne. Ainsi , selon les statistiques Autrichiennes, si l'on prend en compte le lieu de naissances des parents et non la nationalité, l'on constate que 67,4 % des enfants nés en 2015 ont une mère née en Autriche pour 32,6 % des enfants qui ont une mère née à l'étranger (55 % de mère née à l'étranger dans le land de Vienne pour le pourcentage le plus élevé pour 21,9 % dans le land de Carinthie le pourcentage le plus faible).Concernant les pères , le pourcentage révèle que 63,9 % des enfants nés en 2015 ont un père né en Autriche, 30,6 % un père né à l'étranger et 5,6 % ne donnent pas de réponse.
|                                                                                              | 2014   | 2015   |
| -------------------------------------------------------------------------------------------- | ------ | ------ |
| Naissances totales en Autriche                                                               | 81.722 | 84.381 |
| Mère de nationalité Autrichienne                                                             | 66.482 | 67.503 |
| Mère de nationalité d'un pays de l'U.E , de l'E.E.E, de la Suisse ou d'un petit état associé | 7.221  | 8.202  |
| Mère de nationalité d'un autre pays d'Europe dont la Turquie                                 | 5.619  | 5.499  |
| Mère de nationalité d'un pays d'Asie                                                         | 1.466  | 1.914  |
| Mère de nationalité d'un pays d'Afrique                                                      | 647    | 782    |
| Mère de nationalité d'un pays d'Amérique                                                     | 186    | 181    |
| Mère apatrides ou de nationalité inconnue                                                    | 86     | 287    |
| Mère de nationalité d'un pays d'Océanie                                                      | 15     | 13     |

|                                         | 2016      |
| --------------------------------------- | --------- |
| Population totale                       | 8 599 200 |
| Autriche                                | 6 701 100 |
| Individus ayant des origines étrangères | 1 898 000 |
| Union européenne sans l'Autriche        | 711 800   |
| Hors Union européenne                   | 1 186 300 |
| Ancienne Yougoslavie                    | 524 900   |
| Turquie                                 | 271 600   |
| Autres pays                             | 389 800   |

### Évolution des Länder
Les chiffres suivants sont calculés au 30 juin de chaque année :
| Année           | Autriche  | Burgenland | Carinthie | B. Autriche | H. Autriche | Salzbourg | Styrie    | Tyrol   | Vorarlberg | Vienne    |
| --------------- | --------- | ---------- | --------- | ----------- | ----------- | --------- | --------- | ------- | ---------- | --------- |
| 1991            | 7 754 891 | 272 951    | 550 042   | 1 479 187   | 1 320 567   | 484 807   | 1 174 524 | 628 284 | 331 930    | 1 512 599 |
| 1995            | 7 948 278 | 277 689    | 561 281   | 1 520 637   | 1 360 967   | 507 454   | 1 185 830 | 651 639 | 341 951    | 1 540 830 |
| 2000            | 8 011 566 | 276 083    | 560 129   | 1 537 266   | 1 371 579   | 513 853   | 1 182 684 | 669 479 | 349 257    | 1 551 236 |
| 2005            | 8 233 306 | 278 655    | 560 089   | 1 575 291   | 1 399 226   | 526 875   | 1 199 489 | 693 651 | 362 258    | 1 637 772 |
| Diff. 1991-2005 | 498 415   | 5 704      | 10 047    | 96 104      | 78 659      | 42 068    | 24 965    | 65 367  | 30 328     | 125 173   |

Ce sont les länder occidentaux qui progressent nettement le plus (Vorarlberg, Tyrol et Salzbourg), ce qui s'explique par leur proximité avec la Suisse, le col du Brenner et les grands centres économiques du sud de l'Allemagne et du nord de l'Italie (Munich, Milan). À l'inverse, les régions du sud-est du pays (Carinthie, Styrie et Burgenland) tournées vers les régions moins développées de la Hongrie et des Balkans, manquent fort de dynamisme. Les länder de Basse-Autriche et Haute-Autriche font preuve d'un dynamisme moyen. Quant à Vienne, la capitale, qui progresse régulièrement, elle constitue un cas à part grâce à ses fonctions nationales et internationales. On doit souligner que sa démographie reprend enfin des couleurs. La ville avait en effet 2 239 000 habitants en 1916, et n'avait cessé de s'atrophier depuis lors.

### Graphique
Avertissement : les données affichées dans ce graphique divergent d'avec celles fournies par l'organisme officiel Statistik Österreich, et ce au moins depuis l'année 1990.

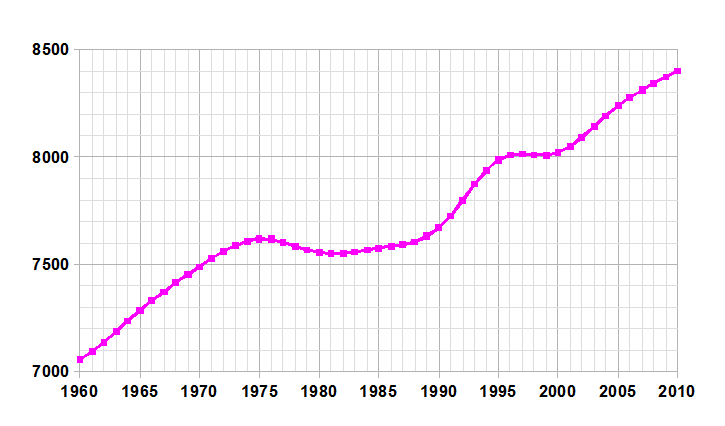
Évolution démographique

## Étrangers en Autriche
L'évolution de la répartition des résidents étrangers entre 2005 et 2020 dans les différents länder autrichiens se présentait comme suit :
|                | Étrangers en 2005 | % étrangers | Étrangers en 2020 | % étrangers |
| -------------- | ----------------- | ----------- | ----------------- | ----------- |
| Autriche       | 814 065           | 9,8         | 1 487 020         | 16,7        |
| Burgenland     | 12 665            | 4,5         | 26 958            | 9,2         |
| Carinthie      | 34 826            | 6,2         | 60 994            | 10,9        |
| Basse-Autriche | 101 948           | 6,4         | 174 293           | 10,3        |
| Haute-Autriche | 104 528           | 7,5         | 197 158           | 13,2        |
| Salzbourg      | 65 015            | 12,3        | 98 959            | 17,7        |
| Styrie         | 68 286            | 5,7         | 142 978           | 11,5        |
| Tyrol          | 71 211            | 10,2        | 123 978           | 16,4        |
| Vorarlberg     | 46 402            | 12,8        | 72 280            | 18,2        |
| Vienne         | 309 184           | 18,7        | 589 422           | 30,8        |

La population étrangère autrichienne se concentre principalement à Vienne avec plus d'un étranger sur trois qui réside dans la capitale, où ils représentent près de 30% de la population. Le chiffre est encore plus important si l'on prend en considération la population d'origine étrangère, 773 116 habitants de Vienne ont une origine étrangère ce qui représente 40,7% de la population de la ville. La répartition des personnes d'origine étrangère à Vienne est inégale, elle est supérieure à 50 % dans deux arrondissements ceux de Rudolfsheim-fünfhaus et de Brigittenau alors qu'elle ne représente que moins de 30% dans les arrondissements de Hietzing et de Liesing.
Malgré l'arrivée de l'extrême droite au pouvoir (FPÖ puis BZÖ) depuis la fin des années 1990, l'immigration se porte mieux que jamais en Autriche.
Plus de 70 % des étrangers sont originaires de pays différents de l'Europe des 25. Le nombre d'étrangers a progressé en un an de 25 456 unités dont près de 16 000 rien qu'à Vienne. Mais le flux réel des migrants est plus important, car 34 876 étrangers ont acquis la nationalité autrichienne durant cette année, réduisant d'autant le nombre de résidents étrangers. La valeur exacte du solde migratoire vaut : différence entre le nombre d'étrangers  2004 et 2005, plus les naturalisés, plus les décès d'étrangers, moins les naissances étrangères. Ce qui fait 50 255 personnes, soit 6,12 pour mille, et correspondrait en France, toute proportion gardée, à un solde migratoire de plus ou moins 370 000 immigrants.
| Origine               | Étrangers | Étrangers | Étrangers | Étrangers | Immigrés  |
| Origine               | 1971      | 1981      | 1991      | 2001      | 2001      |
| --------------------- | --------- | --------- | --------- | --------- | --------- |
| Total Général         | 211.896   | 291.448   | 517.690   | 710.926   | 1.003.399 |
| Afrique               | 1.279     | 3.127     | 8.515     | 14.223    | 24.480    |
| -- Égypte             | 781       | 1.574     | 4.509     | 4.721     | 9.168     |
| Amérique              | 6.000     | 6.305     | 9.516     | 12.313    | 20.057    |
| -- États-Unis         | 4.422     | 4.171     | 5.770     | 6.108     | 7.371     |
| Asie                  | 20.677    | 72.259    | 144.384   | 163.362   | 190.552   |
| -- Chine              | 73        | 800       | 3.537     | 4.567     | 6.799     |
| -- Inde               | 227       | 1.106     | 3.043     | 4.879     | 8.163     |
| -- Iran               | 1.779     | 3.142     | 5.687     | 5.926     | 11.459    |
| -- Philippines        | -         | 1.380     | 2.883     | 3.368     | 8.881     |
| -- Turquie            | 16.423    | 59.900    | 118.579   | 127.226   | 125.026   |
| Europe                | 170.376   | 200.753   | 348.306   | 514.585   | 765.424   |
| -- Ex-Yougoslavie     | 93.337    | 125.890   | 197.886   | -         | -         |
| -- Serbie/Monténégro  | -         | -         | -         | 132.975   | 143.077   |
| -- Bosnie             | -         | -         | -         | 108.047   | 134.402   |
| -- Croatie            | -         | -         | -         | 60.650    | 38.808    |
| -- Macédoine          | -         | -         | -         | 13.696    | 13.948    |
| -- Slovénie           | -         | -         | -         | 6.893     | 21.021    |
| -- Allemagne          | 46.902    | 40.987    | 57.310    | 72.218    | 140.099   |
| -- France             | 1.387     | 1.623     | 2.178     | 4.044     | 5.903     |
| -- Hongrie            | 2.691     | 2.526     | 10.556    | 12.729    | 30.953    |
| -- Italie             | 7.778     | 6.681     | 8.636     | 10.064    | 26.099    |
| -- Pologne            | 774       | 5.911     | 18.321    | 21.841    | 41.671    |
| -- Roumanie           | 397       | 1.253     | 18.536    | 17.470    | 39.044    |
| -- Suisse             | 3.860     | 3.569     | 4.901     | 5.962     | 11.713    |
| -- Ex-Tchécoslovaquie | 2.991     | 2.032     | 11.318    | -         | -         |
| -- Tchéquie           | -         | -         | -         | 7.313     | 54.627    |
| -- Slovaquie          | -         | -         | -         | 7.739     | 15.981    |
| Océanie               | 570       | 555       | 738       | 1.026     | 2.019     |
| Autres et Apatrides   | 12.994    | 8.449     | 6.231     | 5.417     | 867       |
| Total Général         | 211.896   | 291.448   | 517.690   | 710.926   | 1.003.399 |
| Origine               | Étrangers | Étrangers | Étrangers | Étrangers | Immigrés  |
| Origine               | 1971      | 1981      | 1991      | 2001      | 2001      |

|                       | 1er janvier 2002 | 1er janvier 2015 | 1er janvier 2019 | 1er janvier 2020 | 1er janvier 2021 | 1er janvier 2022 | 1er janvier 2023 | 1er janvier 2024 | 1er janvier 2025 |
| --------------------- | ---------------- | ---------------- | ---------------- | ---------------- | ---------------- | ---------------- | ---------------- | ---------------- | ---------------- |
| Population totale     | 8 063 640        | 8 584 926        | 8.859.992        | 8.901.064        | 8.933.346        | 8.979.894        | 9.106.126        | 9.158.750        | 9.198.124        |
| Total hors d'Autriche | 1 112 094        | 1 484 595        | 1.729.308        | 1.765.311        | 1.797.573        | 1.843.177        | 1.976.599        | 2.038.718        | 2.085.686        |
| Autriche              | 6 951 546        | 7 100 331        | 7.130.684        | 7.135.753        | 7.135.091        | 7.136.717        | 7.129.527        | 7.120.032        | 7.112.528        |
| Allemagne             | 140 126          | 214 998          | 232.285          | 237.750          | 244.947          | 251.657          | 258.673          | 265.081          | 270.609          |
| Bosnie-Herzégovine    | 135 104          | 158 853          | 168.503          | 170.548          | 172.373          | 174.283          | 176.724          | 178.870          | 179.746          |
| Turquie               | 126 828          | 160 039          | 159.709          | 159.641          | 159.068          | 159.087          | 161.078          | 165.319          | 166.723          |
| Roumanie              | 39 149           | 91 271           | 121.143          | 128.776          | 134.206          | 138.331          | 144.983          | 148.487          | 148.653          |
| Serbie                | 120 058          | 134 679          | 143.418          | 144.433          | 144.416          | 144.003          | 144.377          | 144.529          | 144.615          |
| Hongrie               | 30 722           | 61 508           | 79.122           | 81.886           | 83.914           | 85.362           | 88.949           | 94.717           | 98.413           |
| Syrie                 | 1 784            | 12 332           | 48.349           | 49.687           | 52.313           | 62.516           | 73.167           | 85.586           | 94.485           |
| Ukraine               | 3 085            | 10 651           | 14.019           | 14.842           | 15.413           | 16.452           | 80.385           | 81.530           | 88.718           |
| Pologne               | 41 337           | 69 898           | 75.618           | 76.132           | 76.641           | 76.530           | 77.147           | 77.451           | 76.567           |
| Croatie               | 40 777           | 41 718           | 46.711           | 48.138           | 50.625           | 53.511           | 56.502           | 58.597           | 59.280           |
| Slovaquie             | 12 796           | 35 450           | 42.750           | 43.825           | 44.858           | 45.799           | 47.073           | 47.897           | 48.250           |
| Afghanistan           | 2 594            | 20 349           | 43.008           | 42.190           | 42.150           | 42.995           | 44.832           | 47.031           | 48.074           |
| Russie                | 7 811            | 31 717           | 34.661           | 35.237           | 35.819           | 36.616           | 40.503           | 42.733           | 43.869           |
| Italie                | 25 933           | 29 287           | 34.152           | 35.103           | 35.927           | 36.448           | 37.492           | 38.193           | 38.905           |
| Kosovo                | 16 151           | 30 432           | 32.703           | 33.278           | 33.539           | 34.036           | 34.732           | 35.463           | 36.266           |
| Bulgarie              | 7 601            | 21 615           | 29.227           | 31.113           | 32.188           | 32.992           | 34.628           | 35.213           | 35.038           |
| République tchèque    | 56 739           | 40 324           | 37.079           | 36.316           | 35.495           | 34.654           | 33.925           | 33.140           | 32.410           |
| Macédoine du Nord     | 14 882           | 23 243           | 26.886           | 27.779           | 28.418           | 29.316           | 30.384           | 31.361           | 31.961           |
| Iran                  | 11 262           | 16 203           | 23.952           | 24.733           | 25.108           | 25.823           | 27.260           | 29.364           | 31.176           |
| Slovénie              | 20 573           | 21 109           | 24.235           | 24.747           | 24.809           | 24.774           | 24.763           | 24.605           | 24.341           |
| Chine                 | 7 636            | 15 143           | 17.319           | 17.829           | 17.556           | 17.802           | 18.270           | 19.327           | 21.555           |
| Inde                  | 8 689            | 13 088           | 14.970           | 15.541           | 15.845           | 16.656           | 18.390           | 19.051           | 19.872           |
| Égypte                | 10 059           | 13 518           | 14.746           | 14.991           | 15.153           | 15.461           | 15.940           | 16.441           | 16.922           |
| Suisse                | 11 958           | 14 394           | 15.377           | 15.667           | 15.853           | 16.067           | 16.278           | 16.449           | 16.657           |
| Inconnus              |                  |                  |                  |                  | 5.520            | 8.084            | 13.598           | 15.287           | 16.165           |
| Philippines           | 9 315            | 12 622           | 13.278           | 13.449           | 13.536           | 13.678           | 14.073           | 14.433           | 14.910           |
| Irak                  | 3 183            | 6 016            | 15.297           | 15.114           | 14.972           | 14.916           | 15.091           | 15.059           | 14.871           |
| États-Unis            | 7 439            | 10 465           | 11.631           | 11.958           | 12.381           | 12.881           | 13.442           | 13.794           | 14.096           |
| Royaume-Uni           | 6 762            | 10 320           | 11.706           | 12.226           | 13.048           | 13.147           | 13.217           | 13.195           | 13.305           |
| Pays-Bas              |                  |                  |                  | 9.446            | 9.664            | 10.044           | 10.311           | 10.486           | 10.836           |
| France                |                  |                  |                  |                  | 9.639            | 9.837            | 10.166           | 10.296           | 10.457           |

| Origine               | Acquisitions de nationalité | Acquisitions de nationalité | Acquisitions de nationalité | Acquisitions de nationalité | Acquisitions de nationalité | Acquisitions de nationalité | Acquisitions de nationalité |
| Origine               | 1996                        | 1997                        | 1998                        | 1999                        | 2000                        | 2001                        | 2002                        |
| --------------------- | --------------------------- | --------------------------- | --------------------------- | --------------------------- | --------------------------- | --------------------------- | --------------------------- |
| Total Général         | 16.243                      | 16.274                      | 18.321                      | 25.032                      | 24.645                      | 32.080                      | 36.382                      |
| Afrique               | 628                         | 957                         | 1.209                       | 1.078                       | 1.400                       | 1.822                       | 1.555                       |
| -- Égypte             | 318                         | 448                         | 641                         | 580                         | 663                         | 819                         | 639                         |
| -- Ghana              | 42                          | 41                          | 62                          | 59                          | 152                         | 276                         | 251                         |
| -- Nigeria            | 81                          | 152                         | 170                         | 142                         | 190                         | 199                         | 203                         |
| Amérique              | 411                         | 441                         | 453                         | 366                         | 357                         | 374                         | 364                         |
| -- États-Unis         | 110                         | 70                          | 49                          | 54                          | 37                          | 58                          | 42                          |
| Asie                  | 9.324                       | 7.575                       | 8.004                       | 12.824                      | 9.964                       | 13.551                      | 15.908                      |
| -- Chine              | 276                         | 415                         | 424                         | 400                         | 561                         | 737                         | 722                         |
| -- Inde               | 402                         | 540                         | 430                         | 304                         | 498                         | 658                         | 688                         |
| -- Irak               | 53                          | 106                         | 125                         | 364                         | 449                         | 229                         | 168                         |
| -- Iran               | 304                         | 354                         | 431                         | 500                         | 482                         | 451                         | 332                         |
| -- Philippines        | 342                         | 474                         | 290                         | 212                         | 383                         | 453                         | 483                         |
| -- Turquie            | 7.499                       | 5.068                       | 5.683                       | 10.350                      | 6.732                       | 10.068                      | 12.649                      |
| Europe                | 5.706                       | 7.076                       | 8.514                       | 10.604                      | 12.761                      | 16.182                      | 18.458                      |
| -- Ex-Yougoslavie     | 3.133                       | 3.671                       | 4.151                       | 6.745                       | 7.576                       | 10.760                      | 14.018                      |
| -- Albanie            | 27                          | 41                          | 60                          | 102                         | 166                         | 205                         | 139                         |
| -- Allemagne          | 140                         | 164                         | 157                         | 91                          | 102                         | 108                         | 91                          |
| -- Bulgarie           | 160                         | 187                         | 319                         | 305                         | 388                         | 389                         | 324                         |
| -- France             | 9                           | 3                           | 3                           | 2                           | 5                           | 6                           | 5                           |
| -- Hongrie            | 302                         | 333                         | 416                         | 409                         | 352                         | 322                         | 249                         |
| -- Pologne            | 499                         | 667                         | 749                         | 532                         | 546                         | 607                         | 933                         |
| -- Roumanie           | 692                         | 1.098                       | 1.501                       | 1.639                       | 2.684                       | 2.818                       | 1.779                       |
| -- Suisse             | 165                         | 183                         | 207                         | 90                          | 77                          | 55                          | 48                          |
| -- Ex-Tchécoslovaquie | 264                         | 385                         | 542                         | 381                         | 544                         | 534                         | 471                         |
| -- Ex-URSS            | 166                         | 228                         | 323                         | 249                         | 284                         | 327                         | 348                         |
| Océanie               | 14                          | 13                          | 14                          | 11                          | 11                          | 6                           | 5                           |
| Autres et Apatrides   | 160                         | 212                         | 127                         | 149                         | 152                         | 145                         | 92                          |
| Total Général         | 16.243                      | 16.274                      | 18.321                      | 25.032                      | 24.645                      | 32.080                      | 36.382                      |
|                       | 1996                        | 1997                        | 1998                        | 1999                        | 2000                        | 2001                        | 2002                        |

|                    | 2005   | 2010  | 2015  | 2016  | 2017  | 2018  |
| ------------------ | ------ | ----- | ----- | ----- | ----- | ----- |
| Total              | 35.417 | 6.190 | 8.265 | 8.626 | 9.271 | 9.450 |
| Bosnie-Herzégovine | 7.033  | 1.279 | 1.218 | 1.262 | 1.288 | 1.033 |
| Turquie            | 9.562  | 937   | 998   | 820   | 779   | 828   |
| Serbie             | 6.694* | 829   | 636   | 752   | 557   | 625   |
| Kosovo             |        | 437   | 542   | 456   | 664   | 586   |
| Roumanie           |        |       | 221   | 258   | 291   | 456   |
| Macédoine du Nord  |        |       | 224   | 297   | 296   | 453   |
| Russie             |        | 140   | 299   | 337   | 323   | 375   |
| Afghanistan        |        | 113   | 187   | 332   | 424   | 328   |
| Iran               |        |       | 184   | 226   | 217   | 306   |